# 贝尔托尼科
贝尔托尼科（義大利語：Bertonico），是意大利洛迪省的一个市镇。总面积20平方公里，人口1156人，人口密度57.8人/平方公里（2009年）。ISTAT代码为098002。